# Roerdalen
Roerdalen ( udtale ?; Limburgsk: Roerdale) er en kommune og en by, beliggende i den sydlige provins Limburg i Nederlandene. Kommunens areal er på 93,84 km², og indbyggertallet er på 20.675 pr. 1. april 2016.

## Kernerne
Roerdalen Kommunen består af følgende landsbyer og bebyggelser. Indbyggertal per 1. januar 2014:
Aan de Berg, Etsberg, Holst, Lerop, Paarlo, Reutje ('t Räötje, Varst, Vlodrop-Station en Zittard

## Galleri
- vindmølle i St. Odiliënberg
- Mølle i St. Odiliënberg
- Prins Bernhard mølle i Melick
- Basiliek af H.H. Wiro
- Sebastianuskirke i Herkenbosch
- Kirke i Melick
- Melick
- Åen Roer
- Montfort kirke
- Montfort forhenværende præstegård
- Montfort forhenværende rådhus
- De Voorhof
- Skulptur af Nicolas van Ronkenstein
- Vlodrop
- St. Ludwigruin
- Åen Roer og St. Odilienbergkirke
- St. Odiliënbergkirke
- Vejen mellem St. Odilienberg Paarlo, og St. Odiliënberg